# Gregorovce
Gregorovce (in ungherese Gergelylaka) è un comune della Slovacchia facente parte del distretto di Prešov, nella regione omonima.